# 罗石
奥古斯托·弗朗西斯科·罗查（Augusto Francisco Rocha ，中文：罗石，1935年2月7日—），澳门出生的华裔前葡萄牙足球运动员，司职前锋。

## 家庭背景
20世纪的20年代，因为中国战乱，罗石的母亲Luisa Hai从广东内陆逃难澳门，结识从葡萄牙到澳门旅行、外号“老虎”的Rocha，两人结婚并生下罗石，但他3岁时父亲去世。
罗石进入一所教会收容葡萄牙裔孤儿的小学Sao Joao Bosco College（现鲍思高粤华小学），逐渐展露足球天赋并开启足球生涯。

## 职业生涯
罗石在1952年加入社区球队红黑体育会（Negro Rubro），翌年以19岁之龄加入职业球会澳门士砵廷。由于父亲当年的外号，他被球迷亲切地称为“老虎仔（Lou Fu Chai）”。
澳门士砵廷主席安东尼奥-孔塞桑是第一位获得葡萄牙国家短跑冠军的澳门人。作为葡萄牙士砵廷的忠实球迷，他希望在澳门培养出人才，因此利用自己在葡萄牙的关系，把球队里的两位青年球员送到葡萄牙效力，包括罗石。
罗石在1954年前往里斯本，第二年从士砵廷B队升入一线队，1955年出场17次打入两球。
他在1956年转会科英布拉大学，球队不但为他提供了一份主力合约，还帮助他在学校中完成了学业。14年间，他出场365次，打入58球，在1966/67赛季获得葡超亚军。1958年，士砵廷和宾菲加两家球会一度争夺将他带回里斯本，但最终未成行。
在科英布拉大学效力期间，罗石曾7次代表葡萄牙队出场，于1958年4月13日在马德里0比1败于西班牙的比赛中首次亮相。

## 个人生活
1971年，36岁的罗石退役，于1979年在科英布拉开了一家粤菜馆龙华酒楼（Lung Wah）。据他的女儿Paula Rocha所讲，这或许是葡萄牙中部历史最悠久的中餐厅。
罗石的儿子Pedro Miguel Rocha也是科英布拉大学球员，从1986至2004年共出场455次，是队史出场第一人。